# Belobackenbardia munroi
Belobackenbardia munroi är en tvåvingeart som beskrevs av Shatalkin 2001. Belobackenbardia munroi ingår i släktet Belobackenbardia och familjen rotflugor. Inga underarter finns listade i Catalogue of Life.